# Exocentrus occidentalis
Exocentrus occidentalis är en skalbaggsart som beskrevs av Stefan von Breuning 1957. Exocentrus occidentalis ingår i släktet Exocentrus och familjen långhorningar.
Artens utbredningsområde är Senegal. Inga underarter finns listade i Catalogue of Life.